# 弗努耶 (东比利牛斯省)
弗努耶（法語：Fenouillet，法語發音：[fənujɛ] ⓘ）是法国东比利牛斯省的一个市镇，属于普拉德区。

## 地理
弗努耶（42°47'33"N, 2°22'49"E）面积18.76 平方千米，位于法国奧克西塔尼大區东比利牛斯省，该省份为法国大陆部分最南部的省份，涵盖了北加泰罗尼亚，北起奥德省，西接阿列日省和安道尔，南与西班牙接壤，东临地中海。
与弗努耶接壤的市镇（或旧市镇、城区）包括：然克拉、皮洛朗斯、科迪耶斯-德弗努耶德、福斯、维拉。
弗努耶的时区为UTC+01:00、UTC+02:00（夏令时）。

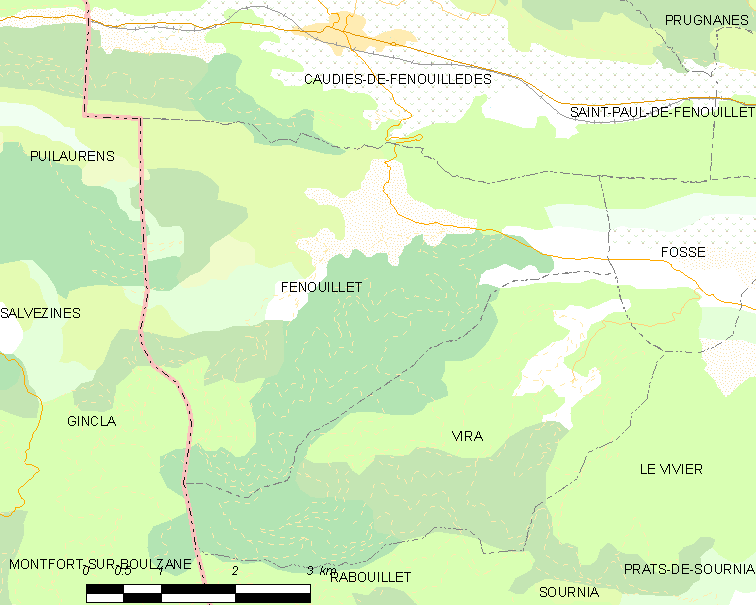
弗努耶的OSM定位图

## 行政
弗努耶的邮政编码为66220，INSEE市镇编码为66077。

## 政治
弗努耶所属的省级选区为阿格利河谷县。

## 人口

1962-2008年间弗努耶人口变化图示

弗努耶于2022年1月1日时的人口数量为96人。